# 三勇者二賢人
三勇者二賢人（さんゆうしゃにけんじん）は、1978年の共産主義国家の中華人民共和国との国交正常化のための日本国と中華人民共和国との間の平和友好条約締結、それと同時に自由主義国家であり1952年に日華平和条約を調印していた 中華民国（台湾）との無期限の平和条約破棄を行う国会採決に反対した数少ない衆議院議員3名と参議院議員2名のこと。衆議院では、林大幹・浜田幸一・中山正暉、参議院では、源田実・玉置和郎で5人とも自由民主党所属議員。この5人は当時の台湾では「三勇者二賢人」と取り上げられた。